# Timex Sinclair
A Timex Sinclair foi uma joint venture entre a empresa britânica Sinclair Research e a Timex Corporation, num esforço para entrar no mercado estadunidense de computadores domésticos, em franco desenvolvimento no início da década de 1980. A escolha da parceria foi natural para a Sinclair, visto que a Timex era sua principal terceirizada na fabricação do ZX81 e ZX Spectrum na sua fábrica escocesa em Dundee.
Foi a Timex de Portugal, no entanto, que recebeu a incumbência de fazer a parte de PD e a fabricação local dos modelos que seriam exportados para os Estados Unidos. Embora tanto a Timex da Escócia quanto a Timex de Portugal fossem subsidiárias plenas da Timex, a rivalidade interna, fosse ela intencional ou não, significava que não havia contactos ou troca de experiências entre as duas fábricas [carece de fontes?]. A Timex de Portugal também vendeu os modelos Timex Sinclair em Portugal e Polónia sob a marca Timex Computer (TC).

## Histórico
A escolha da parceria Timex / Sinclair foi natural, uma vez que a Timex já era o principal contratante para a fabricação dos computadores ZX81 e ZX Spectrum da Sinclair em sua fábrica escocesa em Dundee.
Devido à grande procura, foi necessário outro fabricante, pelo que a Timex Portugal (TMX Portugal Lda, uma subsidiária portuguesa da Timex), com mão-de-obra qualificada e relativamente barata, assumiu a produção de modelos para serem exportados para os EUA.
A Timex Portugal vendeu os modelos Timex Sinclair (ex: T/S 2068) em Portugal e na Polónia sob a marca Timex Computer (ex: TC 2068). Para comercializar produtos Timex Sinclair nos Estados Unidos, a Timex Corporation criou uma subsidiária chamada "Timex Computer Corporation" e vendeu máquinas sob a marca Timex Sinclair.
A Timex Sinclair terminou com a retirada da Timex Corporation do mercado de computadores domésticos dos EUA em janeiro de 1984, mas a Timex Portugal continuou a fabricar, vender e desenvolver hardware em Portugal e na Polónia por mais dez anos, com algumas máquinas também sendo vendidas no Canadá e na Argentina (ver computadores Czerweny [en]). Um relatório de 1986 menciona que 800.000 sistemas, entre TC 2048 [en], TC 2068 e FDD3000 [en], foram vendidos à Polónia.
No geral, as máquinas Timex Sinclair não tiveram tanto sucesso quanto seus progenitores no Reino Unido; em contraste com o ZX Spectrum, que era o computador mais vendido na Grã-Bretanha na época, o T/S 2068 foi um relativo fracasso, em parte devido à saída da Timex Corporation do negócio de computadores logo após seu lançamento.


## Produtos
O T/S 1000 [en] foi lançado em julho de 1982, com a Timex Sinclair apregoando-o como o primeiro computador doméstico a custar menos de US$ 100 no mercado dos EUA. Apesar das falhas nas primeiras versões, 550.000 unidades foram vendidas até o final do ano.
Em 1983, cerca de 100.000 unidades foram vendidas no Canadá e 400.000 nos EUA, com o preço caindo para US$ 49,95. Um novo computador foi anunciado em maio. Chamado de T/S 2000, era baseado no ZX Spectrum, e viria com versões de 16 ou 48K RAM, custando US$ 150 ou US$ 200. A versão 16K foi cancelada e a versão 48K foi lançada como T/S 2068.
Dois novos computadores foram lançados no mesmo ano, o T/S 1500 e o T/S 2068. Ambos eram mais caros (US$ 79 e US$ 199 respectivamente) e tiveram vendas baixas.

### Modelos lançados
A Timex Sinclair lançou quatro computadores, todos baseados (até certo ponto) nas máquinas existentes da Sinclair Research. Em ordem cronológica:
- T/S 1000 [en], lançado em julho de 1982 e essencialmente um ZX81 modificado com 2 KiB de RAM.[10]
- T/S 1500 [en], lançado em agosto de 1983, era um T/S 1000 com 16 KiB de RAM e um case e teclado tipo ZX Spectrum.[14][16]
- T/S 2068 (TC 2068), lançado em novembro de 1983, era uma máquina baseada no ZX Spectrum com melhorias, nomeadamente uma porta de cartucho para competir com consolas de videojogos, o que resultou numa fraca compatibilidade com o software desenvolvido para o original. Baseado no protótipo T/S 2000. Foi comercializado sob a marca Timex Computer no Canadá, Argentina, Portugal e Polônia[17] como TC 2068.[18][19]
- TC 2048 [en], lançado em 1984, era uma máquina baseada no ZX Spectrum com um teclado semelhante ao T/S 2068. Baseado no protótipo T/S 2000 e com compatibilidade aprimorada com o ZX Spectrum. Vendido apenas em Portugal e na Polónia sob a marca Timex Computer.[6][8][20][21]

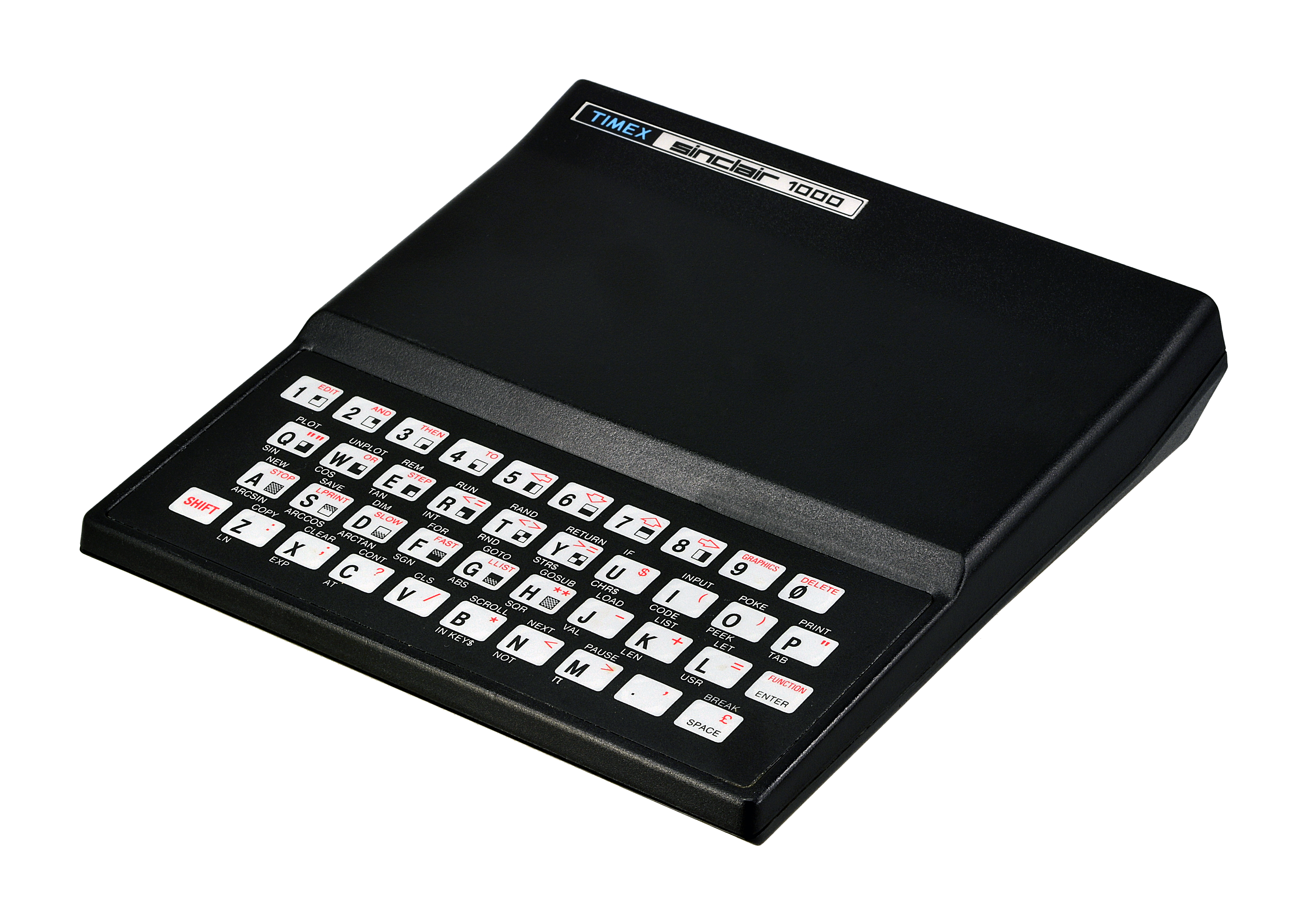
T/S 1000
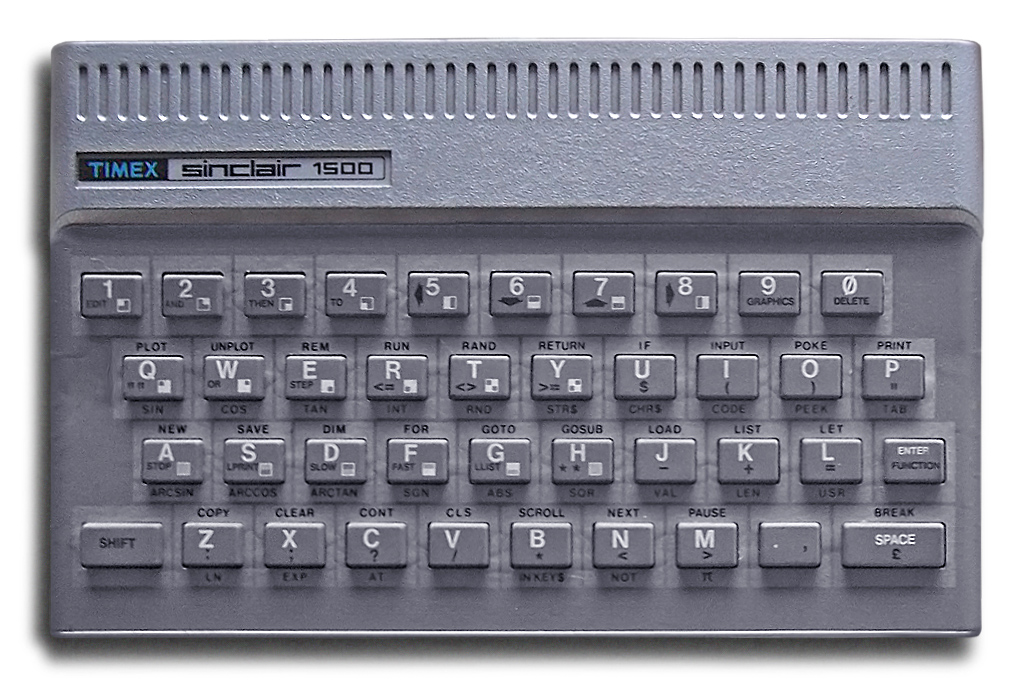
T/S 1500
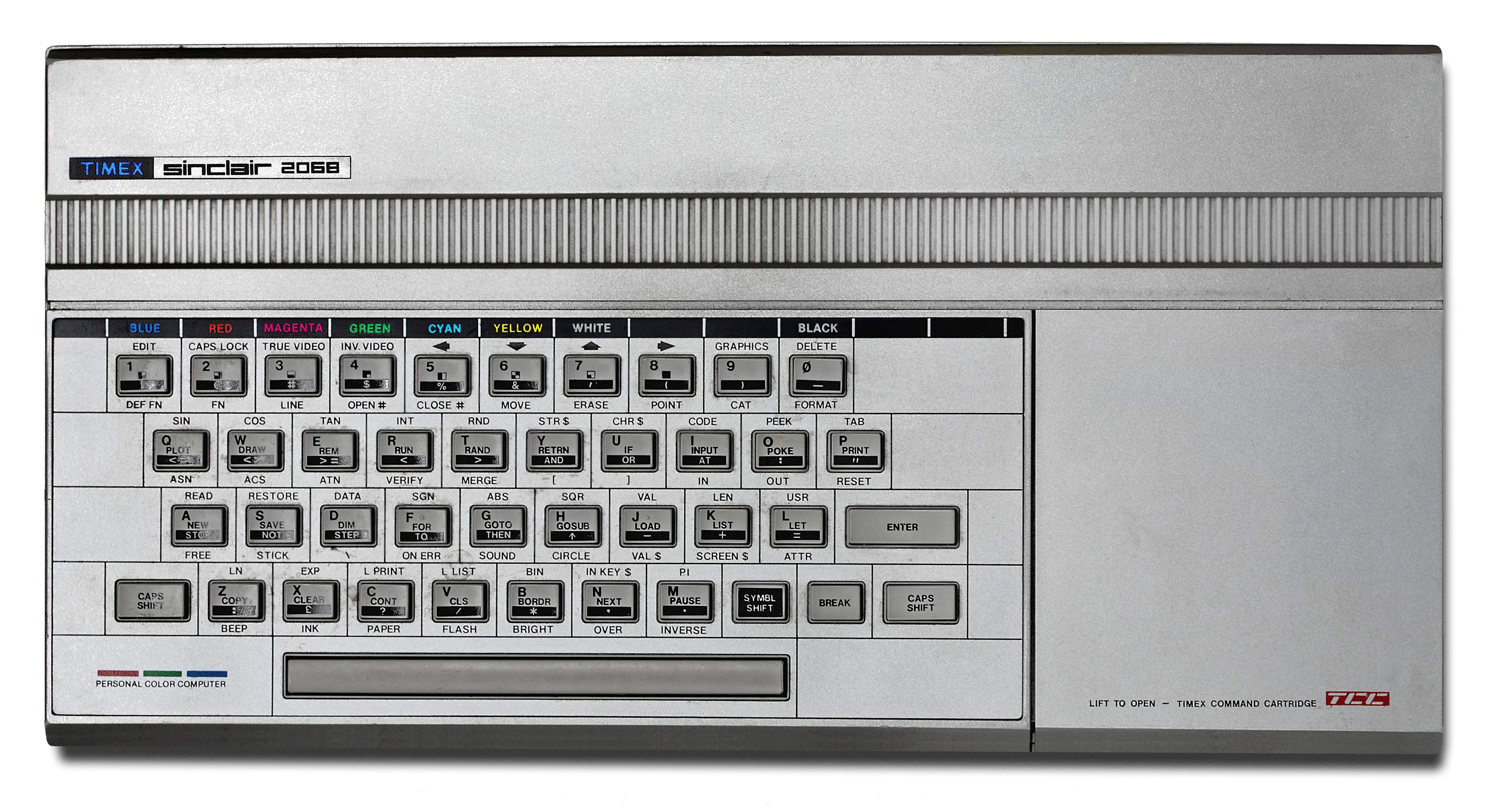
T/S 2068
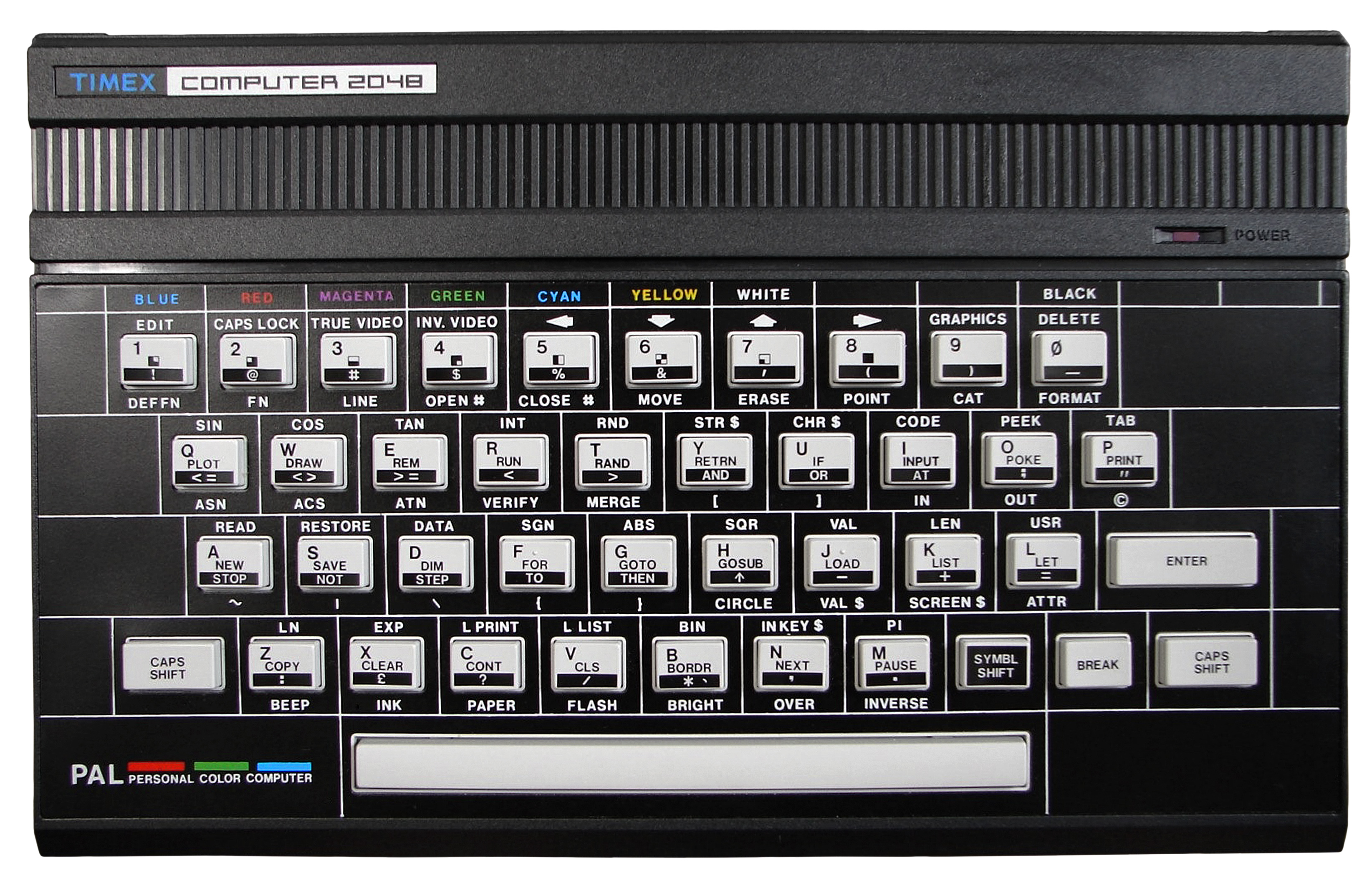
TC 2048

### Projetos de hardware
- TC3256 [en] foi o próximo computador proposto. Foi concebido como a terceira geração da Timex Computer Technology, mas desapareceu quando a Timex Portugal encerrou a sua linha de produção.[22][23]

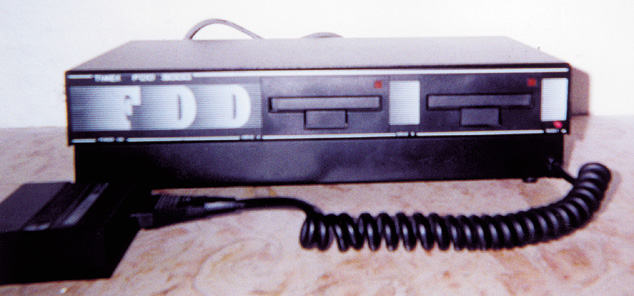
Timex FDD3000.

- Timex FDD [en] ou FDD 3000, um computador compatível com CP/M baseado em Z80. A maioria das pessoas o conhece apenas como um controlador de unidade de disquete, mas na verdade é um computador sem circuito gráfico.[24][25][26][27][28][29][30][31][32] O FDD ou FDD 3000 pode ser usado de três maneiras diferentes:
  - como um controlador de unidade de disco para um TC 2048 ou T/S 2068 ou ZX Spectrum, executando TOS (Timex Operating System)
  - como um sistema CP/M, usando um computador TC 2048 ou T/S 2068 executando o Timex Terminal Emulator como console.
  - como um sistema CP/M, usando o Timex Terminal 3000, um teclado de terminal, como console.[33]

## Periféricos
A Timex Computer Corporation, sob a marca Timex Sinclair, e a Timex Portugal, sob a marca Timex Computer, produziram diversos periféricos para a linha de computadores Timex:

### Timex Sinclair
- TS1016 - Pacote Timex 16K RAM para uso em um T/S 1000. Pode ser usado em um T/S 1500.[34]
- TS1050 - Não é um periférico real, mas uma "maleta" para transportar T/S 1000, fitas e periféricos.[35]
- TS1510 - Uma unidade de cartucho para T/S 1500. Pode ser usado no T/S 1000 com um pacote de 16K RAM.[36]
- TS2020 - Gravador Analógico.[37][38]
- TS2040 - Impressora Térmica.[39][40][41]
- TP2040 - Impressora Térmica (variação estampada, com a palavra "Printer" em vez da marca "Sinclair").
- TS2050 [en] - Modem de comunicações.[42][43]
- TS2060 - Unidade de expansão de barramento (vaporware).[44][45]
- TS2065 - Microdrives Timex (vaporware).[46][47]
- TS2080 - impressora matricial de 80 colunas (vaporware).[48][49]
- TS2090 – Command stick. Joystick para ser usado em portas internas do T/S 2068.[50][51]

### Timex Computer
- TS1040 - Uma fonte de alimentação multivoltagem (impressora + gravador (T/S 2020) + T/S 1000 + TC 2048 ou T/S 2068).[52]
- TC2010 - Um gravador digital.[53]
- TC2080 - Uma impressora matricial serial de 80 colunas.[54][55]

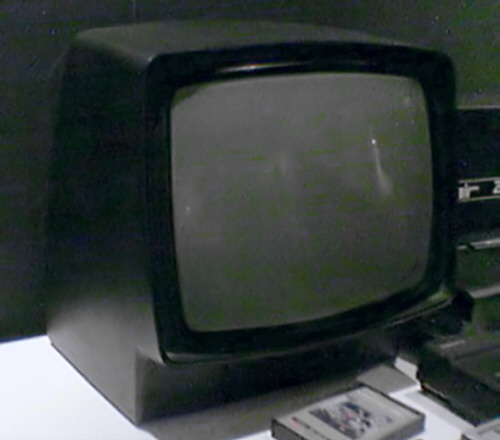
O monitor "Neptun 156". Oferecido nas cores cinza ou preto.

- Timex FDD - Um computador "reduzido" que pode ser usado como controlador de disquete.[24][25][26]
- Timex FDD3000 [en] - Um computador "reduzido" que pode ser usado como controlador de disquete (um Timex FDD atualizado).[27][28][29][30][31][32]
- Timex Terminal 3000 - Um computador "reduzido" para ser usado como terminal CP/M com FDD3000.[33]
- Timex RS232 - Uma interface serial RS232.[56][57]
- Sound/Joystick Unit - Um amplificador de som para sons SLCD e interface de joystick Kempson(?).[58]
- Neptun 156 - Para exportar o Timex Computer para a Polônia (como Unipolbrit UK2086),[59][60][61][62][63][64][65] a Timex Portugal teve que ser paga em mercadorias. Optou por importar o monitor monocromático verde Neptun 156 de 12", fabricado na Polónia pela empresa Unimor.[66][67] Baseado no aparelho de TV Neptun 150, revelou-se muito popular em Portugal e era frequentemente vendido em conjunto com os computadores TC.[68][69][70]
- Timex Printer 2040 - igual à impressora TS2040.[40][71]

## Software

### Timex Sinclair
A Timex Computer Corporation, sob a marca Timex Sinclair, lançou 9 títulos empresariais, 20 de gerenciamento doméstico, 30 educacionais e 25 títulos de jogos em fita cassete para o T/S 1000 e T/S 1500. Quatro títulos em cartuchos também foram lançados.
Para o T/S 2068, 4 títulos empresariais, 13 de gerenciamento doméstico, 29 educacionais e 24 jogos foram lançados em fita cassete. Sete títulos foram lançados em cartuchos.

### Timex Computer
A Timex Portugal vendeu/desenvolveu os seguintes softwares, sob a marca Timex Computer:
- TOS (Timex Operating System) - Sistema operacional para FDD/FDD3000.[76]
- CP/M for FDD3000 - Sistema operacional avançado para o FDD3000.
- Basic 64 - Extensões Sinclair Basic para TC 2048 e TC 2068, suportando modos de vídeo extras.
- Timeword - Um processador de texto em cartucho que pode salvar em discos TOS ou em um gravador de fita.
- ZX Spectrum Emulator - para TC 2068 e T/S 2068, em cartucho.